# Chaunax hollemani
Chaunax hollemani, tên thông thường là cá nóc hòm Holleman, là một loài cá biển thuộc chi Chaunax trong họ Chaunacidae. Loài này được mô tả lần đầu tiên vào năm 2016.

## Danh pháp khoa học
Loài cá này được đặt theo tên của tiến sĩ Wouter Holleman, một Cộng sự nghiên cứu tại Viện Đa dạng Sinh học Thủy sinh Nam Phi (SAIAB).

## Phân bố và môi trường sống
C. hollemani có phạm vi phân bố giớ hạn ở vùng biển Tây Nam Ấn Độ Dương. Loài này chỉ được biết đến ở ngoài khơi đảo Madagascar. Chúng được tìm thấy ở độ sâu khoảng từ 280 đến 428 m.

## Mô tả
Chiều dài tối đa được ghi nhận ở C. hollemani có kích thước khoảng 19,5 cm. Màu sắc của các mẫu vật khi còn sống không được ghi chép lại, nhưng có thể là màu đỏ hoặc hồng dựa vào các tiêu bản. Các mẫu vật ngâm rượu có màu trắng kem hoặc màu nâu sáng.
Số gai ở vây lưng: 3; Số tia vây mềm ở vây lưng: 12 – 13 (tia thứ nhất ngắn nhất); Số gai ở vây hậu môn: 0; Số tia vây mềm ở vây hậu môn: 7 (tia thứ nhất ngắn nhất); Số tia vây mềm ở vây ngực: 12 – 13 (tia thứ 4 hoặc 5 thường dài nhất); Số tia vây mềm ở vây đuôi: 9.